# Кика (ТВ канал)
КиКА (lat. KiKA), формално позната као "Der Kinderkanal von ARD und ZDF", прев. Дечији канал АРД и ЗДФ-а — прев. Dečiji kanal ARD i ZDF-a ) је немачки дечији телевизијски канал са седиштем у Ерфурту, Немачкoj. Њиме заједнички управљају јавни емитери  АРД и ЗДФ (lat. ARD, ZDF). Њена намењена публика су деца и омладина, али је углавном гледају деца од 3 до 13 година. КиКА не приказује рекламе током емитовања. МДР је одговоран за њену репродукцију. 

## Маскота "Бернд Хлеб"
Кикина маскота је луткарски лик под именом Бернд дас Брот (lat. Bernd Das Brot), што у буквалном преводу значи "Бернд Хлеб". "Бернд Хлеб" је хронично депресивна векна хлеба.

## Историја
У раним годинама канала, програмска шема се углавном састојала од серија и емисија које су се већ емитовале на АРД и ЗДФ-у. Читави програми су се истовремено емитовали и на споменуте канале и на дечјем каналу, на пример поподневни програм ЗДФ-а. Кика је приказивала немачке, али и међународне серије, попут класика цртаних филмова из 1970-их и 80-их ( Хајди, Биене Маја, Вики, Мали Амадеус или Нилс Холгерсон ). Редовно су се емитовали и класици дечије телевизије попут филмских верзија књига Астрид Линдгрен или Аугсбургер Пупенкисте.
После неког времена, у Кикином програму су почеле да се појављују још оригиналније емисије (емисије које су производене од КиКА-е, заједно са њеним емитерима АРД и ЗДФ-ом, као и са емитером који је задужен за Кикину репродукцију МДР), попут Шлос Ајнштајн (lat. Schloss Einstein) и Племе (оригинал и лат. "The Tribe").
Популарни музички бенд за девојке под именом Сапхир (lat. Saphir) основан је од 2007-2010 победника шоу-талента КИ.КА ЛАЈВ (оригинално и лат. KI.KA LIVE) (срп. КИ.КА УЖИВО) — Beste stimme gesucht! (Тражи се најбољи глас).
Последњих година дошло је до промена у програмској шеми. Првобитних циљ канала је био да емитује анимиране и игране серије, који тренутно преовладавају (85%). Осим бројних анимираних серија, Шлос Ајнштајн тренутно је скоро једина играна серија у Кикиној постави. Постоје још само две емисије уживо, од којих се једна емитује поподне, а друга увече.

## Киканиншен
ПАЖЊА; ОВО СУ ОСНОВНЕ ИНФОРМАЦИЈЕ О КИКАНИНШЕНУ.
Киканиншен  (оригинал и лат. Kikaninchen) је сегмент у КиКА-и чији је главни лик плави, пријатељски настројени зец, који је веома популаран међу децом у Немачкој. Киканиншен је познат по укључивању деце у забавне и едукативне игре са својим пријатељима, као и по приказивању предшколских емисија током сегмента. Киканиншен се емитује само радним данима, између 6:10 (после Лого!-а ) и негде око 10:20 (стварно време завршетка може да варира). Његови пријатељи су Анни (најврв. на срп. Ана), Јуле (срп. Џул) и Кристијан. Његова позната фраза је "Дибедибедаб!" (срп. "Дибадибадаб!"; лат. "Dibadibadab!")

Испод су приказани "логови" телевизије који су се користи у одређеним годинама. Године наводе од које до које године се користио одређени "лого".
- (1997–2000)
- (2000–2005)
- (2005–2008)
- (2008–2012)
- Тренутни лого који се користи од 14. фебруара 2012. године.

## Такође погледајте и:
- Списак телевизијских канала на немачком језику